# 1st Golden Globe Awards
1st Golden Globe Awards var den første uddeling af Golden globe awards, der hyldede det bedste indenfor film i 1943. Uddelingen blev afholdt 20. januar 1944 i 20th Century Studios i Los Angeles, USA.

## Vindere

### Bedste film
Sangen om Bernadette

### Bedste mandlige hovedrolle
Paul Lukas - Een for alle som Kurt Muller

### Bedste kvindelige hovedrolle
Jennifer Jones - Sangen om Bernadette som Bernadette

### Bedste skuespiller i en birolle i en film
Akim Tamiroff - Hvem ringer klokkerne for (film) som Pablo

### Bedste skuespillerinde i en birolle i en film
Katina Paxinou - Hvem ringer klokkerne for (film) som Pilar

### Bedste instruktør
Henry King - Sangen om Bernadette 